# Jönköpings regemente

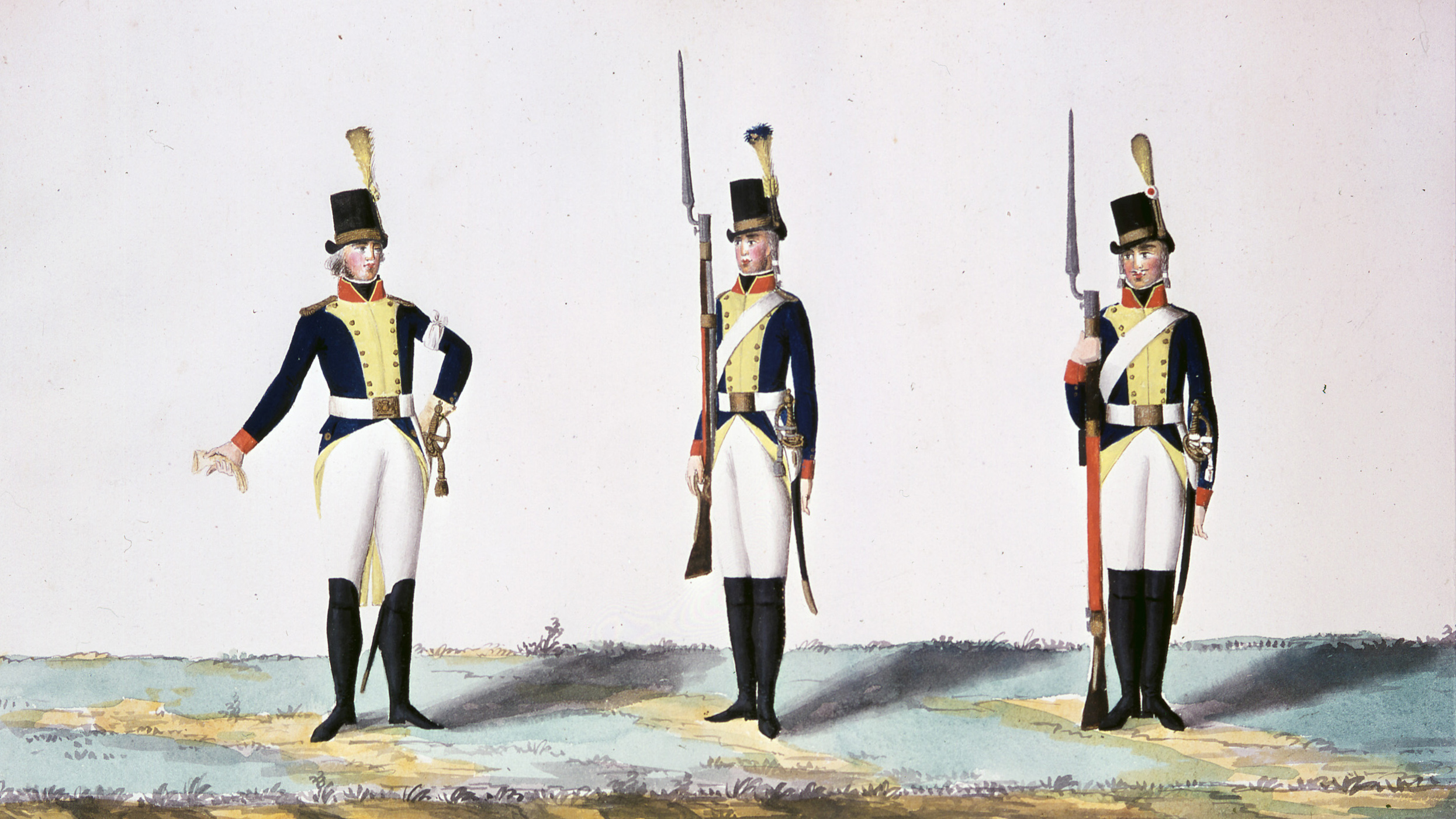
Officer och manskap vid regementet införda uniform m/1802. (1803).

Jönköpings regemente (I 12) var ett infanteriförband inom svenska armén som verkade i olika former åren 1623–1927. Förbandsledningen var 1914–1927 förlagd i Jönköpings garnison i Jönköping.

## Historik

### Bildandet
Regementet har sitt ursprung i de fänikor som sattes upp i Jönköpings län på 1550-talet och 1560-talet. År 1619 organiserades dessa enheter samt fänikor från det närliggande landskapet Östergötland av Gustav II Adolf till Östergötlands storregemente, där elva av totalt 24 kompanier rekryterades i Jönköpings län. Östergötlands storregemente bestod av tre fältregementen när Jönköpings regemente utgjorde ett. Någon gång mellan 1623 och 1628 splittrades storregementet permanent och bildade tre mindre regementen där Jönköpings regemente var ett.

### Stora nordiska kriget
Regementet deltog i stora nordiska kriget, där regementet led stora förluster både vid slaget vid Malatitze och stormningen av Veprik. Inför slaget vid Poltava hade regementets stryka reducerats till en bataljon på cirka 300 man. Efter slaget vid Poltava hade drygt två tredjedelar sårats eller stupat inklusive alla utom en officer. Slaget blev slutet på regementet. Efter Poltava sattes regementet upp 1709 på nytt i Sverige och deltog den 28 februari 1710 slaget vid Helsingborg. I samband med slaget vid Stresow deltog regementet som försvarstrupp vid belägringen av Stralsund. Vid fästningens kapitulation den 13 december gick regementet i fångenskap och blev  förda till Preussen. År 1716 återuppsattes det för andra gången; regementets styrka bestod av några kompanier från Skåne, vilka hemförlovades på hösten. Följande år låg regementet på roten för att kompletteras. År 1718 deltog regementet fulltaligt i Karl XII:s andra norska fälttåg. Efter återtåget från Fredrikshall förlades regementet till Uddevalla; det förlorade, under detta korta fälttåg genom brist och dålig väderlek 490 man soldater utom befäl.

### Rangordningen
I 1634 års regeringsform fastställdes den svenska regementetsindelningen, där det angavs att armén skulle bestå av 28 regementen till häst och fot, med fördelningen av åtta till häst och 20 till fot. De indelta och roterande regementena namngavs efter län eller landskap, medan de värvade regementena uppkallades efter sin chef. Regeringsformen angav Jönköpings regemente och Kronobergs regemente som det femte i ordningen. Dock blev det ett nummer som aldrig användes, annat än för att ange regementets plats, enligt den då gällande rangordning. Att det tillsammans med Kronobergs regemente nämndes som det femte i ordningen, berodde att det var ett av två som skulle sättas samman för att bilda Smålands regemente. Dock kom aldrig det regementet att bildas och istället behölls Jönköpings regemente och Kronobergs regemente separata. Regementets första befälhavare var Lars Kagg.
Den rangordning som hade fastställts i 1634 års regeringsform började halta och skapa luckor efter freden i Fredrikshamn den 17 september 1809, då Finland tillföll Ryssland och de svenska regementen i Finland upplöstes. Därmed fanns det ett behov med att skapa ett nytt system. Under kronprins Karl Johans tid infördes 1816 ett nytt numreringssystem, där de svenska regementena genom en generalorder den 26 mars 1816 tillfördes ett officiellt ordningsnummer, till exempel № 12 Jönköpings regemente. Till grund för numreringen låg inte bara ett regementes status, utan också de svenska landskapens inbördes ordning, samt att Svealand, Götaland och Norrland skulle varvas. De lägsta ordningsnumren tilldelades "liv- och hus- trupperna". Dessa nummer hade dock ingenting med rangordningen att göra, vilket bland annat framgår av gamla förteckningar där infanteri- och kavalleriförband är blandade just med hänsyn till rang och värdighet.

### Ordningsnumret
I samband med 1914 års härordning justerades 1914 samtliga ordningsnummer inom armén. För Jönköpings regemente innebar det att regementet blev tilldelad beteckningen I 12. Justeringen av beteckningen gjordes för att särskilja regementen och kårer mellan truppslagen. Det med bakgrund till att namn och nummer som till exempel № 3 Livregementets grenadjärkår och № 3 Livregementets husarkår kunde förefalla egendomliga för den som inte kände till att förbanden ifråga tillhörde skilda truppslag.

### 1925 års försvarsbeslut
Genom försvarsbeslutet 1925 beslutades det att reducera den svenska armén från sex till fyra arméfördelningar. Detta medförde att 17 av arméns truppförband skulle avvecklas. Av dessa 17 truppförband var det 7 infanteriregementen som skulle avvecklas, där Jönköpings regemente var ett av dessa infanteriregementen. Avvecklingsbeslutet medförde att regementet skulle avvecklas omedelbart efter repetitionsövningarna 1927. Den 7 oktober 1927 höll regementet en ceremoni över kommande avveckling. Vid sidan om avvecklingen, avvecklades även Kalmar regemente (I 21) i Eksjö. Dessa två regementen kom den 1 januari 1928 att bilda ett nytt regemente, Jönköpings-Kalmar regemente (I 12). I Jönköping blev en avvecklingsorganisation kvar och verkade fram till 31 mars 1928.
Även om regementet sammanslogs med Kalmar regemente, så blev det i praktiken avvecklat, då endast del av namnet och beteckningen fortlevde i det nya regementet i Eksjö. Det nya regementet som övertog kasernområdet från det avvecklade Kalmar regemente i Eksjö, sökte dock sina traditioner från de två småländska infanteriregementena.

## Ingående enheter
Genom 1901 års härordning fastställdes att tillgång till trupp skulle regleras genom allmän värnplikt, vilket bland annat resulterade i att infanteriregementena utökades med en bataljon och kom att omfatta tre infanteribataljoner. I samband med krigsutbrottet 1914 fastställdes försvarsbeslutet 1914, vilket bland annat medförde att linjeregementet I 12 organiserades och mobiliserades. I likhet med övriga infanteriregementen skulle också ett reservregemente sättas upp, dock kom dessa aldrig att mobiliseras. Vidare infördes en brigadorganisation inom armén, där två infanteriregementen bildade en brigad. I 12 tillsammans med I 21 bildade 4. infanteribrigaden, ingående i II. arméfördelningen.

### 4.infanteribrigaden
4. infanteribrigaden var en infanteribrigad inom II. arméfördelningen som verkade åren 1915–1927 och bestod av Jönköpings regemente och Kalmar regemente.

### Kompanier 1686–1901
Jönköpings regemente indelades år 1686 liksom Kalmar regemente och Kronobergs regemente med vardera 1100 nummer i stället för det vanliga 1200 nummer. Detta reducerade antal soldater fördelades på åtta kompanier om vardera 137 eller 138 nummer.  
Livkompaniet
- Roteringsområde: Tveta härad 100 rotar och Vista härad 38 rotar. Totalt 138 rotar.
- Kompaninamn: Livkompaniet hela perioden.

Norra Vedbo kompani 
- Roteringsområde: Norra Vedbo härad 132 rotar och Södra Vedbo härad 5 rotar. Totalt 137 rotar.
- Kompaninamn: Andre Majorens kompani mellan 1815 och 1836.

Västra härads kompani 
- Roteringsområde: Västra härad 47 rotar, Tveta härad 45 rotar, Norra Vedbo härad 24 rotar och Södra Vedbo härad 21 rotar.  Totalt 137 rotar,
- Kompaninamn: Secund Majorens kompani mellan 1775 och 1815. Tredje Majorens kompani mellan 1815 och 1836.

Vista kompani 
- Roteringsområde: Vista härad 75 rotar och Norra Vedbo härad 63 rotar. Totalt 138 rotar.
- Kompaninamn: Har hetat Vista eller Vista härads kompani under hela perioden.

Mo härads kompani 
- Roteringsområde: Östbo härad 56 rotar, Mo härad 50 rotar, Västbo härad 18 rotar och Västra härad 14 rotar. Totalt 138 rotar.
- Kompaninamn: Överstelöjtnantens kompani fram till 1836.

Norra Västbo kompani 
- Roteringsområde: Västbo härad 138 rotar.
- Kompaninamn: Majorens kompani eller Premier Majorens kompani fram till 1815. Första Majorens kompani 1815 till 1836.

Östbo kompani 
- Roteringsområde: Östbo härad 100 rotar och Västbo härad 37 rotar. Totalt 137 rotar.
- Kompaninamn: Östbo eller Östbo härads kompani under hela perioden.

Södra Västbo kompani 
- Roteringsområde: Västbo härad 137 rotar.
- Kompaninamn: Vestbo kompani fram till 1836, därefter Södra Vestbo kompani i och med att Förste Majorens kompani bytte namn till Norra Vestbo kompani.

| Kompaninamn 1744                 | Första nr | Sista nr | Antal nr |                      |
| Lif Compagniet                   | 1         | 138      | 138      |                      |
| Öfverste Lieutenantens Compagnie | 139       | 276      | 138      | Mo härads kompani    |
| Majorens Compagnie               | 277       | 414      | 138      | Norra Västbo kompani |
| Wässbo Härads Compagnie          | 415       | 551      | 137      |                      |
| Össbo Härads Compagnie           | 552       | 688      | 137      |                      |
| Westra Härads Compagnie          | 689       | 825      | 137      |                      |
| Wista Härads Compagnie           | 826       | 963      | 138      |                      |
| Norra Vedbo Härads Compagnie     | 964       | 1100     | 137      |                      |

| Kompaninamn 1764                 | Första nr | Sista nr | Antal nr |                      |
| Lif Compagniet                   | 1         | 138      | 138      |                      |
| Öfverste Lieutenantens Compagnie | 139       | 276      | 138      | Mo härads kompani    |
| Majorens Compagnie               | 277       | 414      | 138      | Norra Västbo kompani |
| Norra Vedbo Härads Compagnie     | 415       | 551      | 137      |                      |
| Wista Härads Compagnie           | 552       | 689      | 138      |                      |
| Westra Härads Kompani            | 690       | 826      | 137      |                      |
| Wässbo Härads Compagnie          | 827       | 963      | 137      |                      |
| Össbo Härads Compagnie           | 964       | 1100     | 137      |                      |

| Kompaninamn 1775                 | Första nr | Sista nr | Antal nr |                       |
| Lif Compagniet                   | 1         | 138      | 138      |                       |
| Öfverste Lieutenantens Compagnie | 139       | 276      | 138      | Mo härads kompani     |
| Majorens Compagnie               | 277       | 414      | 138      | Norra Västbo kompani  |
| Secund Majorens Compagnie        | 415       | 551      | 137      | Västra härads kompani |
| Wista Härads Compagnie           | 552       | 689      | 138      |                       |
| Norra Vedbo Härads Compagnie     | 690       | 826      | 137      |                       |
| Össbo Härads Compagnie           | 827       | 963      | 137      |                       |
| Wässbo Härads Compagnie          | 964       | 1100     | 137      |                       |

| Kompaninamn 1800                 | Första nr | Sista nr | Antal nr |                       |
| Lif Compagniet                   | 1         | 138      | 138      |                       |
| Öfverste Lieutenantens Compagnie | 139       | 276      | 138      | Mo härads kompani     |
| Majorens Compagnie               | 277       | 414      | 138      | Norra Västbo kompani  |
| Secund Majorens Compagnie        | 415       | 551      | 137      | Västra härads kompani |
| Wista Härads Compagnie           | 552       | 689      | 138      |                       |
| Norra Vedbo Härads Compagnie     | 690       | 826      | 137      |                       |
| Wässbo Härads Compagnie          | 827       | 963      | 137      |                       |
| Össbo Härads Compagnie           | 964       | 1100     | 137      |                       |

| Kompaninamn 1818                 | Första nr | Sista nr | Antal nr |                       |
| Lif Compagniet                   | 1         | 138      | 138      |                       |
| Öfverste Lieutenantens Compagnie | 139       | 276      | 138      | Mo härads kompani     |
| Första Majorens Compagnie        | 277       | 414      | 138      | Norra Västbo kompani  |
| Andra Majorens Compagnie         | 415       | 551      | 137      | Norra Vedbo kompani   |
| Tredje Majorens Compagnie        | 552       | 688      | 137      | Västra härads kompani |
| Östbo Compagnie                  | 689       | 825      | 137      |                       |
| Wässbo Compagnie                 | 826       | 962      | 137      |                       |
| Wista Compagnie                  | 963       | 1100     | 138      |                       |

| Kompaninamn 1838        | Första nr | Sista nr | Antal nr |
| 1sta Bataillon          |           |          |          |
| Lif Compagniet          | 1         | 138      | 138      |
| Norra Wedbo Compagnie   | 139       | 275      | 137      |
| Westra Härads Compagnie | 276       | 412      | 137      |
| Wista Compagnie         | 413       | 550      | 138      |
| 2dra Bataillon          |           |          |          |
| Mo Härads Compagnie     | 551       | 688      | 138      |
| Norra Westbo Compagnie  | 689       | 826      | 138      |
| Östbo Compagnie         | 827       | 963      | 137      |
| Södra Westbo Compagnie  | 964       | 1100     | 137      |

| Kompaninamn 1885      | Första nr | Sista nr | Antal nr |
| 1.Bataljonen          |           |          |          |
| Lif Kompaniet         | 1         | 138      | 138      |
| Norra Wedbo kompani   | 139       | 275      | 137      |
| Westra Härads kompani | 276       | 412      | 137      |
| Wista kompani         | 413       | 550      | 138      |
| 2.Bataljonen          |           |          |          |
| Mo Härads kompani     | 551       | 688      | 138      |
| Norra Westbo kompani  | 689       | 826      | 138      |
| Östbo kompani         | 827       | 963      | 137      |
| Södra Westbo kompani  | 964       | 1100     | 137      |

## Förläggningar och övningsplatser

### Förläggning
Från den 8 augusti 1777 förlades regementet till Skillingaryd där det även fick sin mötesplats. Genom försvarsreformen 1901 beslutades det att samtliga regementet skulle förläggas till kasernetablissemang. På godset Ryhov i Ljungarums socken väster om Jönköping uppfördes kaserner för Jönköpings regemente. Arkitekten Lars Johan Lehming från arméförvaltningen fick i uppdrag att rita kasernerna och byggnaderna för regementet. Kasernerna uppfördes efter 1901 års härordnings byggnadsprogram efter Fortifikationens typritningar för infanterietablissemang. Från den 1 november 1906 förlades regementets stamskolor till Smålands husarregemente i Eksjö. Regementet förlade sin expedition till Jönköping den 7 oktober 1914, för att sedan förlägga hela regementet den 10 oktober 1914, då det förlades i nyuppförda kaserner på Sjukhusgatan i Jönköping.
Efter att regementet avvecklats och armén lämnat kasernområdet den 1 april 1928, arrangerades Hantverks- och industriutställningen i Jönköping den 20 juni–5 augusti 1928. Åren 1928–1930 kom kasernerna att verka som förläggning för Svenskbyborna. Den 1 mars 1934 övertogs kasernerna av Ryhovs sinnessjukhus. Sinnessjukhuset avvecklades 1984. Från den 5 september 1988 övertogs området av Länssjukhuset Ryhov.
I samband med att området omvandlades till sjukhusområde kom de tre kasernbyggnaderna att rivas. Av de ursprungliga byggnaderna återstår kanslihuset, matsalen, köket, gymnastikhuset, sjukhuset, samt en rad ekonomibyggnader.

### Övningsplatser
Från den 8 augusti 1788 övades regementet vid Skillingaryd. Efter att regementet förlades till Jönköping, anlades ett övningsfält intill kasernetablissemanget. När regementet avvecklades övertogs övningsfältet av Smålands artilleriregemente (A 6). Under 1980-talet byggdes A6 center på övningsområdet. Under åren 1914–1935 fanns även Jönköpings gamla flygfält.

## Heraldik och traditioner
I samband med att Jönköpings regemente avvecklades, kom dess traditioner från den 1 januari 1928 föras vidare av det nya regementet, Jönköpings-Kalmar regemente (I 12). Från den 1 juli 2000 förs traditionerna vidare av Göta ingenjörregemente (Ing 2).

### Förbandsfanor
Regementet har burit ett antal fanor genom åren. År 1854 överlämnade kung Oscar I en ny fana till regementets två bataljoner, vilka då ersatte tidigare fanor. Segernamnen på fanan tillfördes 1911.

### Minnesstenar
I samband med regementets 300-årsjubileum 1923, avtäcktes en minnessten framför regementets kanslihus. Efter att regementet avvecklades, beslutade stadens styrande att flytta minnesstenen till Kanonberget i Jönköpings stadspark. På kanslihusets södra gavel finns en minnestavla över Jönköpings regemente och ombyggnaden till Ryhovs sjukhus.

## Fälttåg
- Andra polska kriget (1600–1629)
- Trettioåriga kriget (1630–1648)
- Nordiska krigen (1655–1661)
- Skånska kriget (1674–1679)
- Stora nordiska kriget (1700–1721)
- Sjuårskriget (1757–1762)
- Första kriget mot Napoleon (1805–1810)
- Finska kriget (1808–1809)
- Sjätte koalitionskriget (1812–1814)
- Kampanjen mot Norge 1814 (1814)

## Förbandschefer
Regementschefer verksamma vid regementet åren 1623–1927.

- 1623–1631: Lars Kagg
- 1631–1640: ???
- 1640–?   : Georg Fleetwood
- 1654–1656: Adolf Herman Wrangel
- 1656–1660: Bertil Nilsson Skytte
- 1660–1700: ???
- 1700–1706: Lorentz Clerck
- 1706–1706: Erik Hillebard
- 1706–1710: Georg von Buchwaldt   †
- 1709–1710: Georg Wilhelm Fleetwood (Tf.)
- 1710–1710: Hugo Hamilton
- 1710–1712: Anders Eriksson Leijonhielm
- 1712–1714: Carl Breitholtz (Tf.)
- 1714–1725: Henrik Otto von Albedyl
- 1725–1736: Christer Henrik d'Albedyhll
- 1736–1739: Bengt Horn
- 1739–1747: Per Silfversparre
- 1747–1761: Erik Gustaf Queckfeldt
- 1761–1772: Carl Fredrik Pechlin
- 1773–1774: Hugo Herman von Saltza
- 1774–1774: Hans Gustaf Gyllengranat
- 1774–1782: Germund Carl von Braunjohan
- 1782–1785: Otto Jacob Zöge von Manteuffel
- 1785–1790: Curt Philip Carl von Schwerin
- 1790–1797: Adolf von Friesendorff
- 1797–1810: Wilhelm Bennet
- 1810–1816: Gustaf Bergenstråhle
- 1816–1818: Christoffer Svante von Hartmansdorff
- 1818–1849: Henrik Stierngranat
- 1849–1857: Enar Nordenfelt
- 1857–1867: Carl Jacob Munck af Fulkila
- 1867–1884: Alexander Magnus Leuhusen
- 1884–1892: Hack Oscar Edvard d'Ailly
- 1892–1901: Fredrik August Åstrand
- 1901–1909: Otto Ewert Mauritz Wolffelt
- 1909–1917: Per Ludvig Henrik Alexander Tham
- 1917–1926: Axel Steuch
- 1926–1927: Fredrik Lovén

## Namn, beteckning och förläggningsort
| Kungl. Jönköpings regemente | 1623-06-27 | – | 1709-06-28 |
| Kungl. Jönköpings regemente | 1709-??-?? | – | 1715-12-13 |
| Kungl. Jönköpings regemente | 1716-??-?? | – | 1927-12-31 |
| Avvecklingsorganisation     | 1928-01-01 | – | 1928-03-31 |

| № 12 | 1816-03-26 | – | 1914-09-30 |
| I 12 | 1914-10-01 | – | 1927-12-31 |

| Skillingaryd (F)        | 1788-08-08 | – | 1914-10-09 |
| Jönköpings garnison (F) | 1914-10-09 | – | 1928-03-31 |

## Galleri

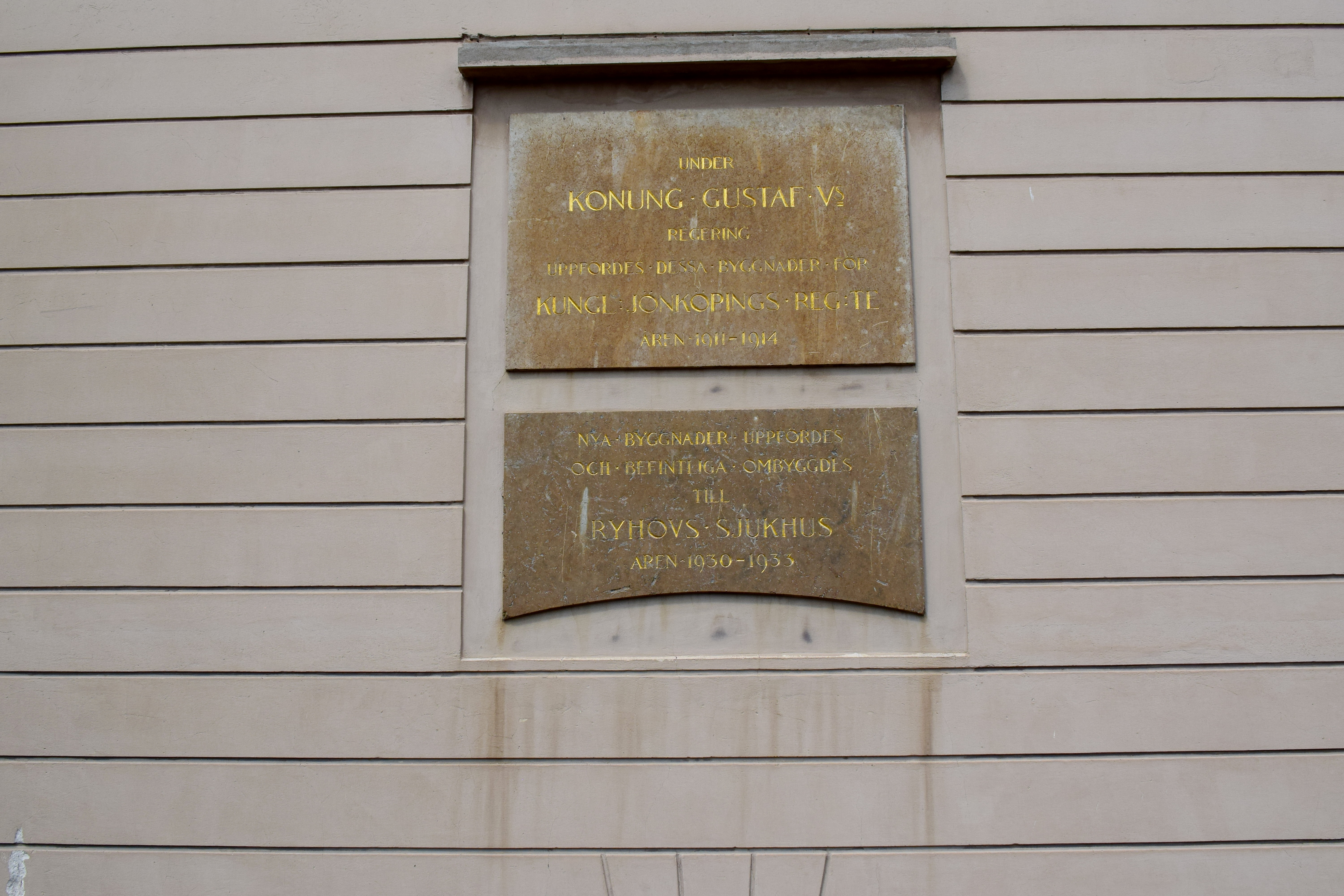
Minnesskylt på kanslihuset.
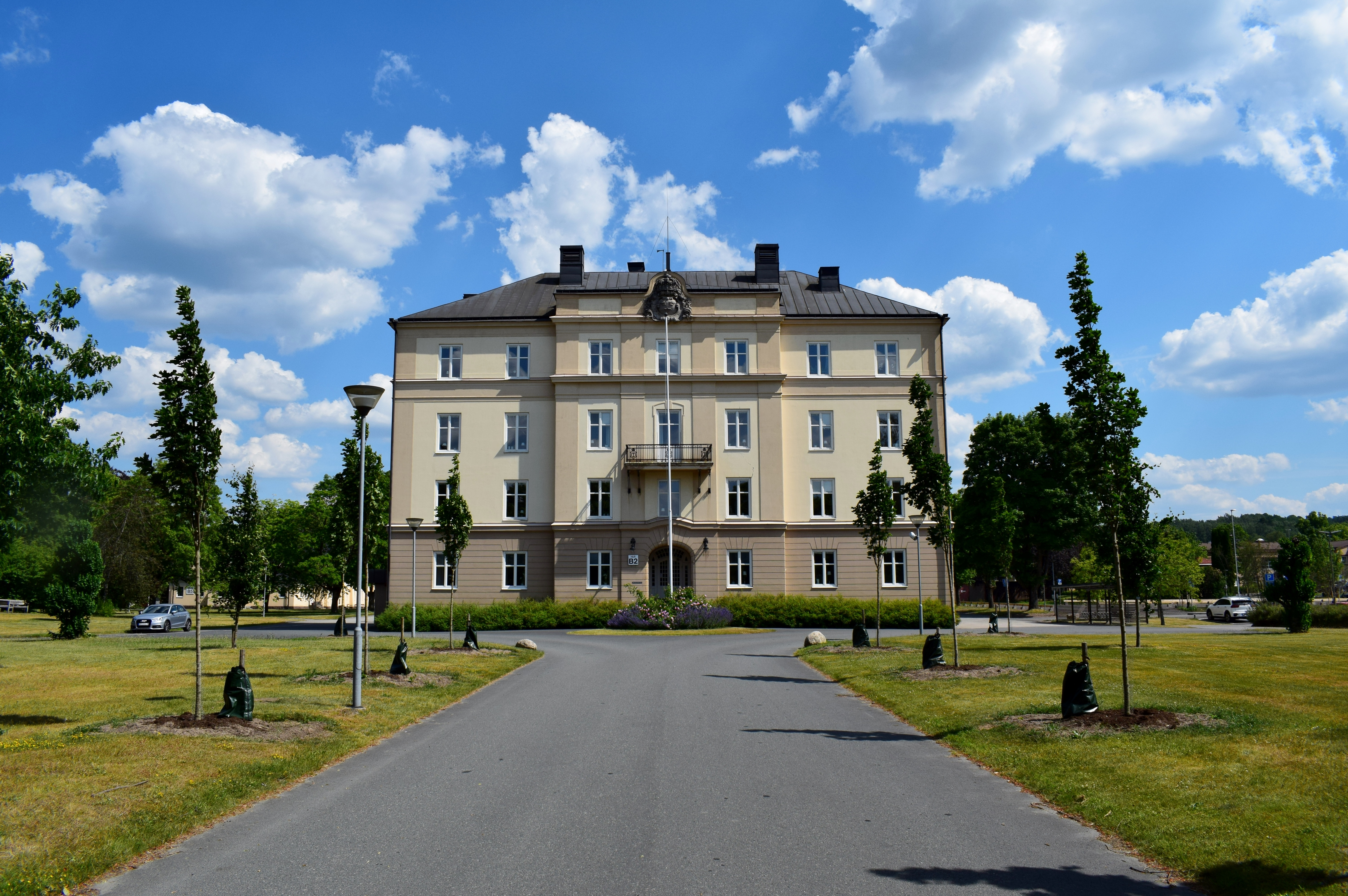
Kanslihuset vid kasernetablissement.
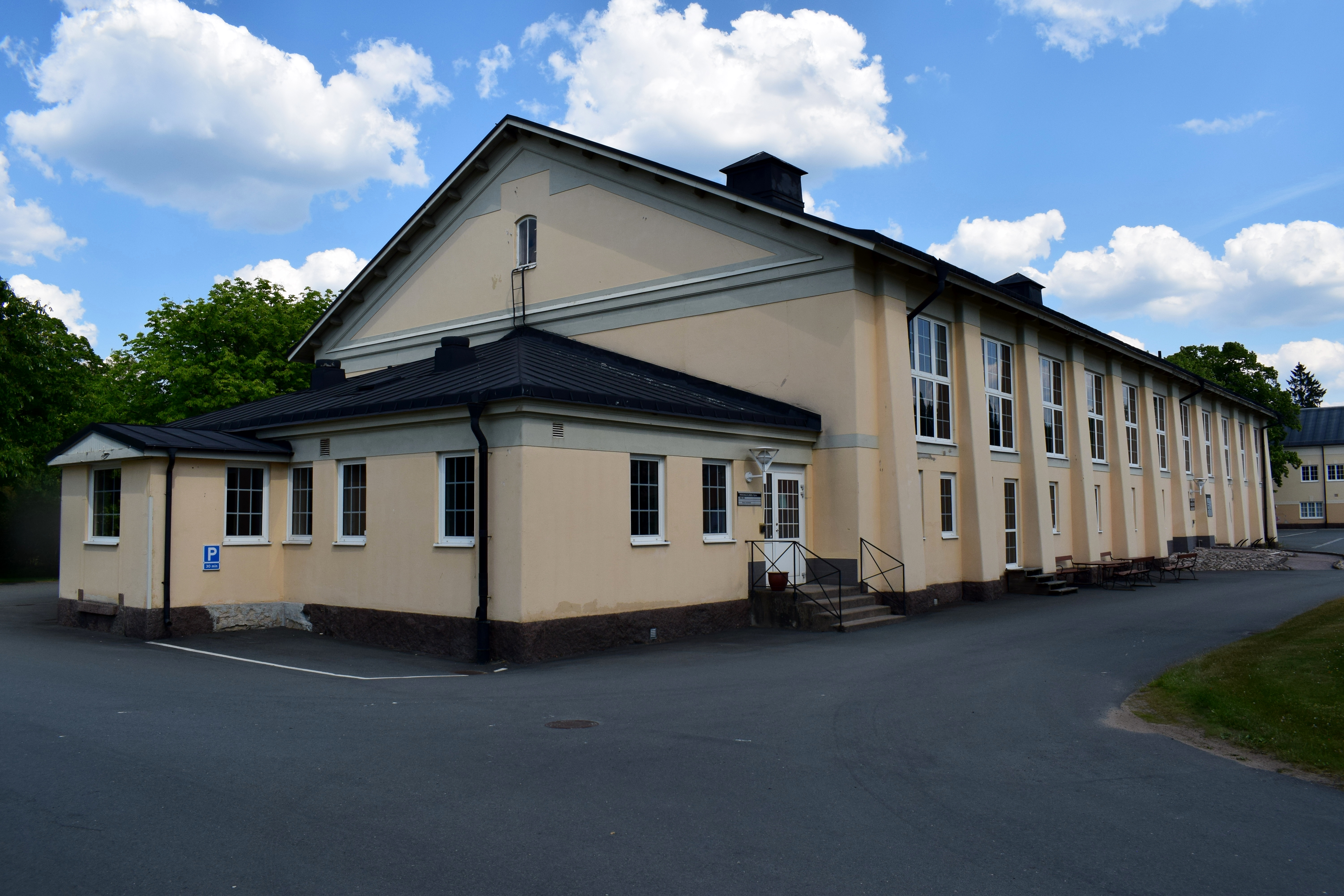
Exercishallen vid kasernetablissement.
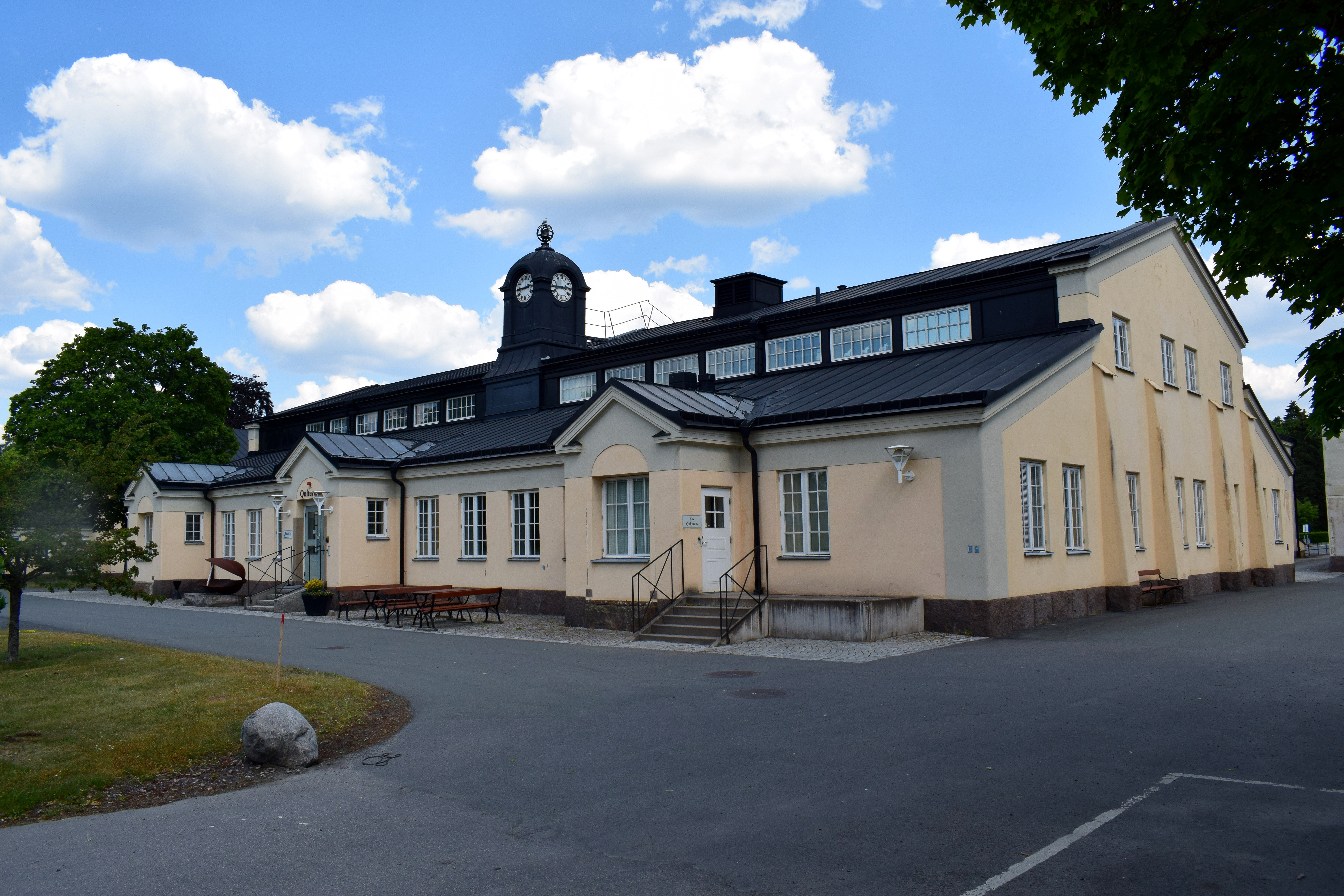
Matsalsbyggnaden vid kasernetablissement.
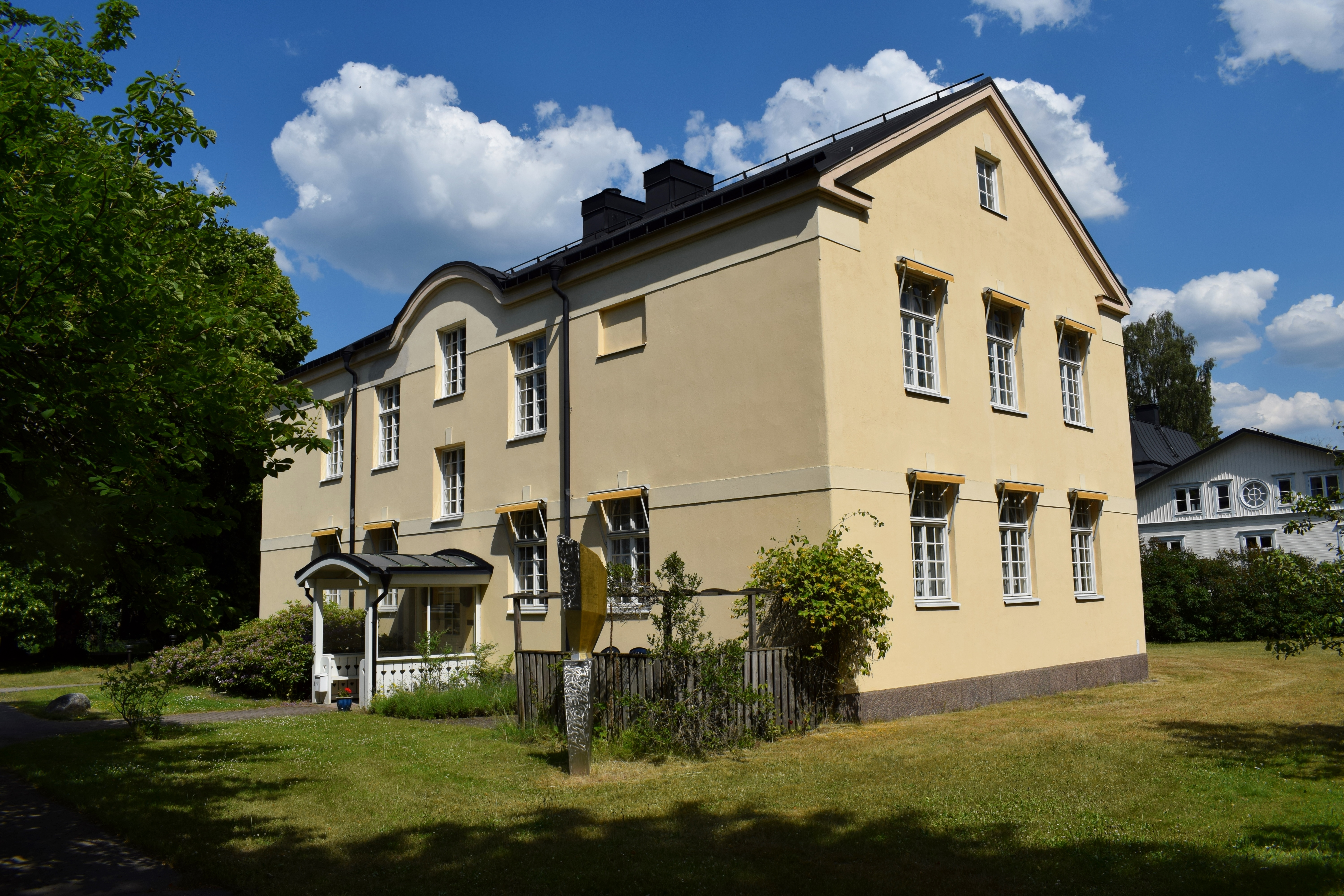
Före detta officersbostäder vid kasernetablissement.
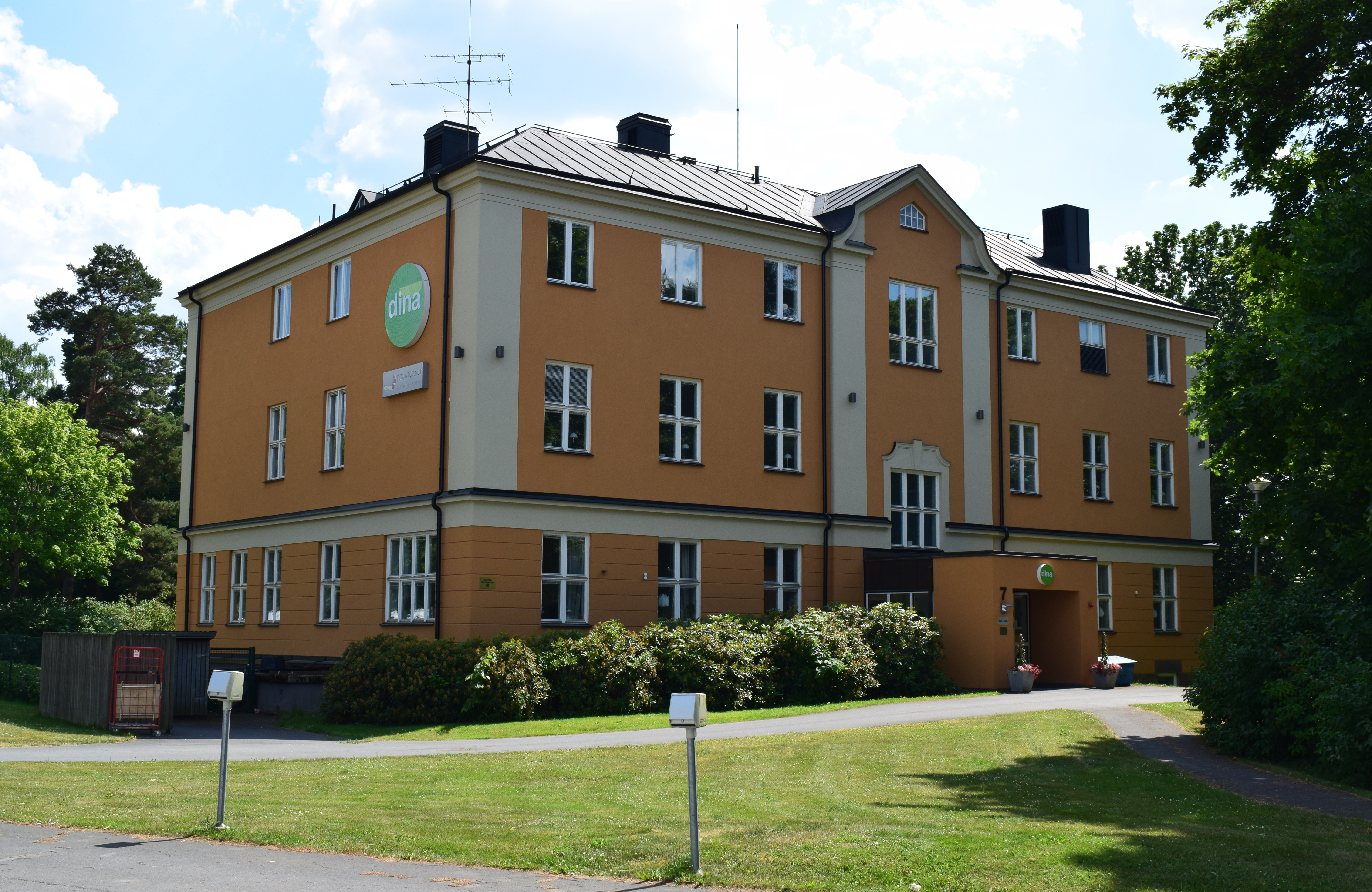
Sjukhuset vid regementet, ligger vid korsningen Sjukhusgatan och Regementsgatan.
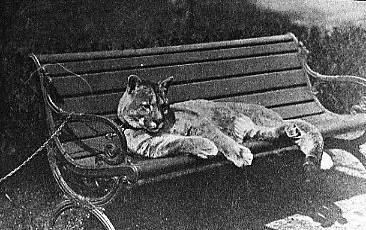
Puman Måns, "Lejonet på Skillingaryd". Jönköpings regementets maskot.
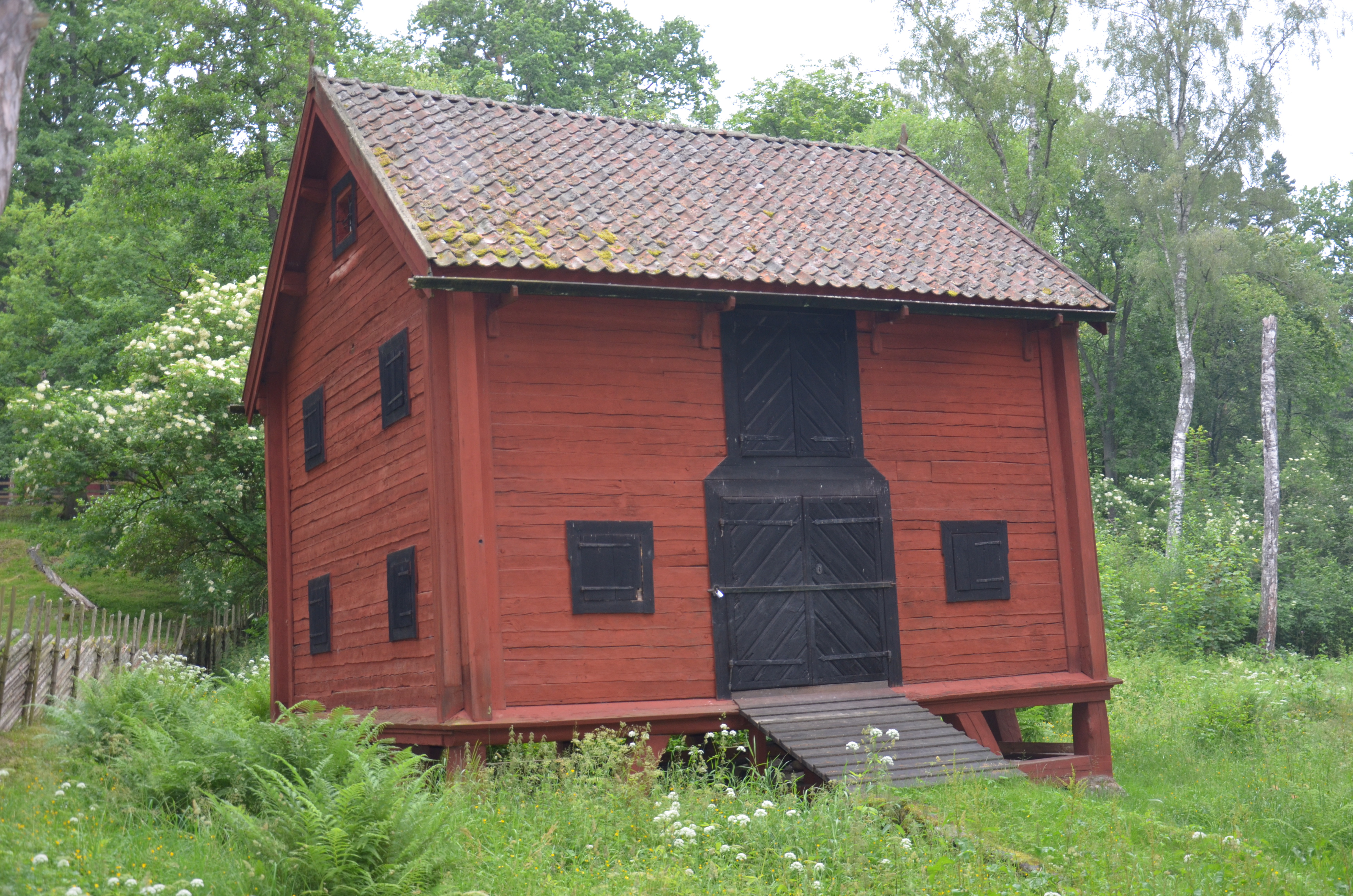
Förråds- och utrustningsbod för Mo härads kompani ur Jönköpings regemente. Boden har ursprungligen stått vid Byarums kyrka och finns numera i Jönköpings stadspark. Den är tidigast från 1780-talet och är byggd i knuttimmer på ett underrede av snedställda stolpar.
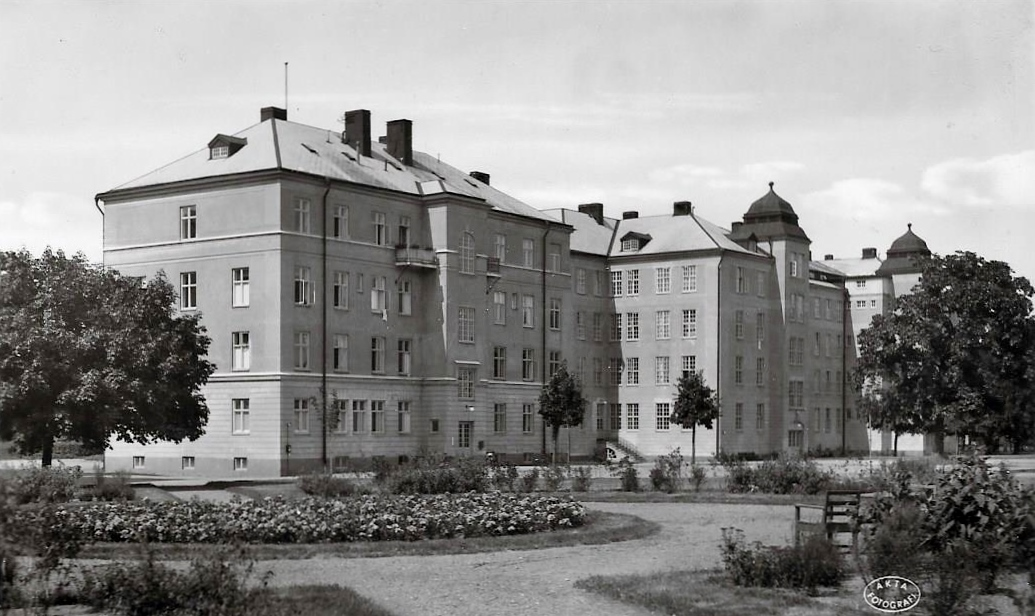
Kanslihuset sedd i nordvästlig riktning från kaserngården.
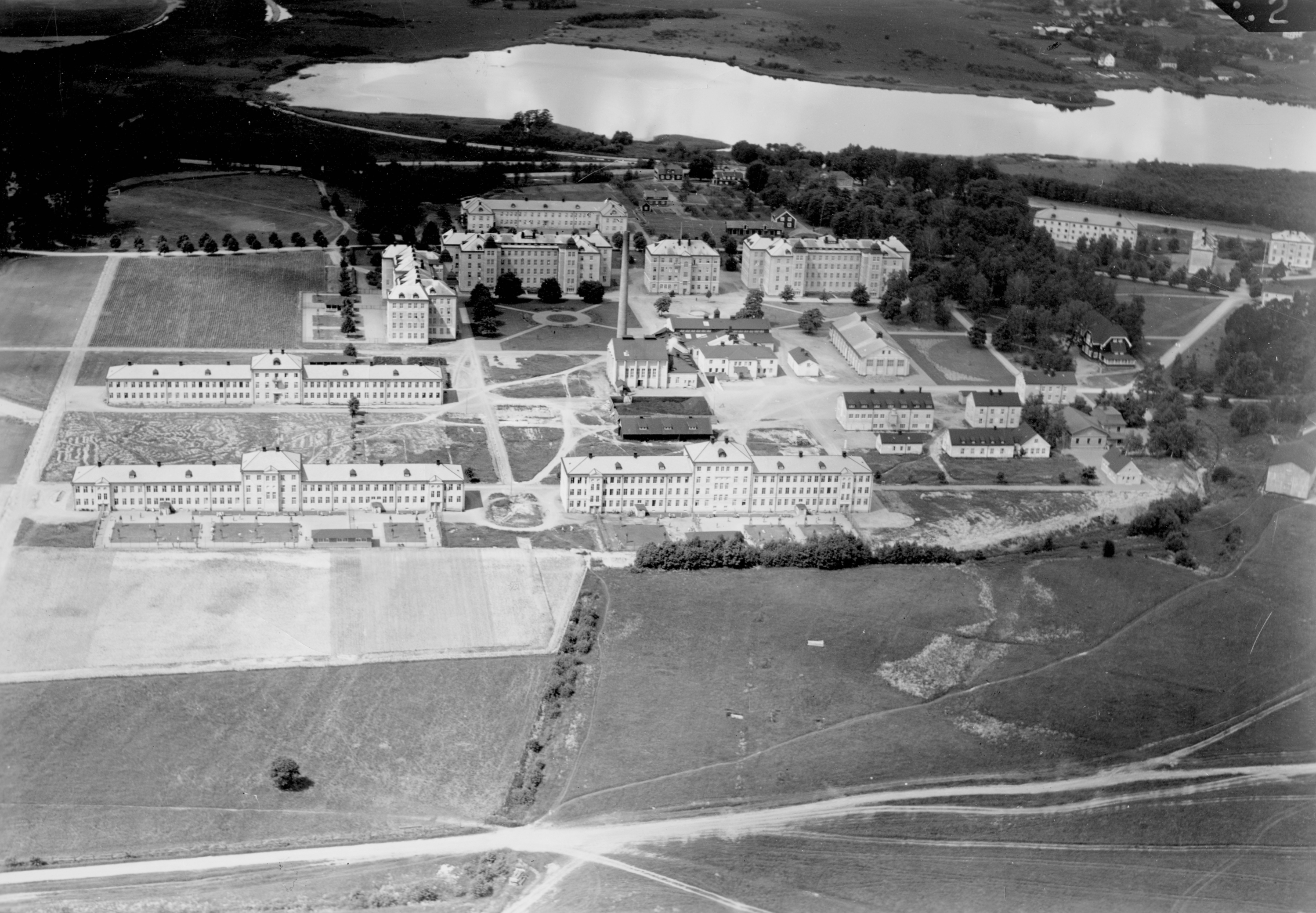
Flygbild över regementet sedd i västlig ritning.
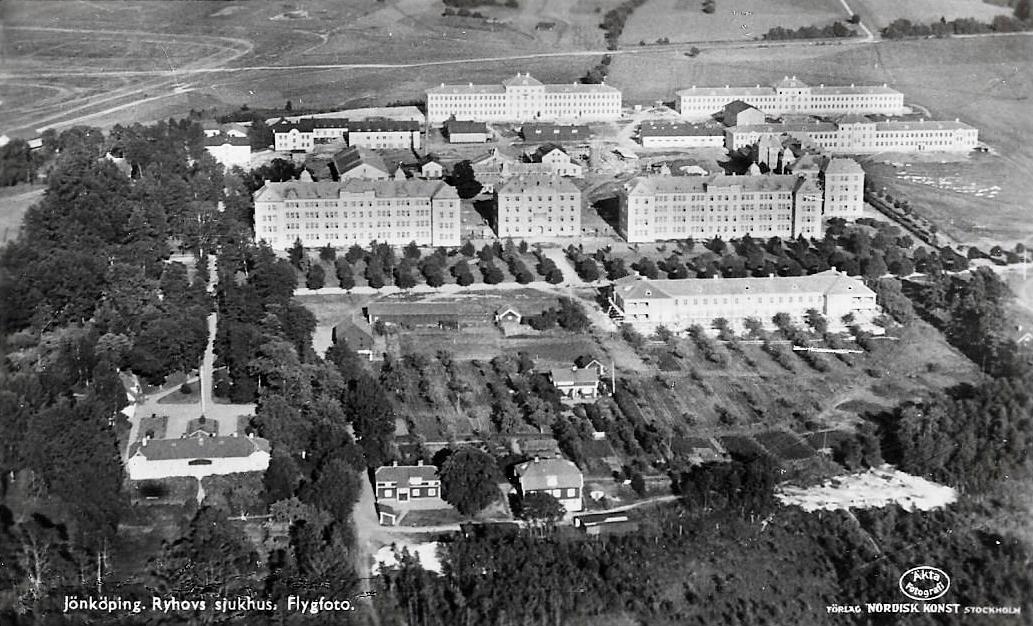
Flygbild i östlig riktning över kasernerna. Flyglarna i bakgrunden uppfördes efter att regementet avvecklades.
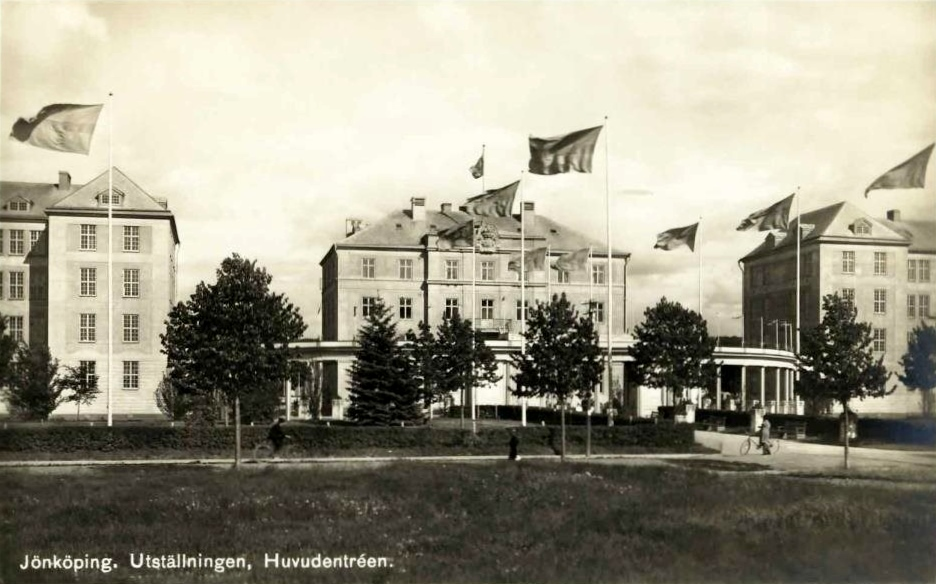
Bild över kanslihuset, vilken var platsen för huvudentrén till 1928 års hantverks- och industriutställning.
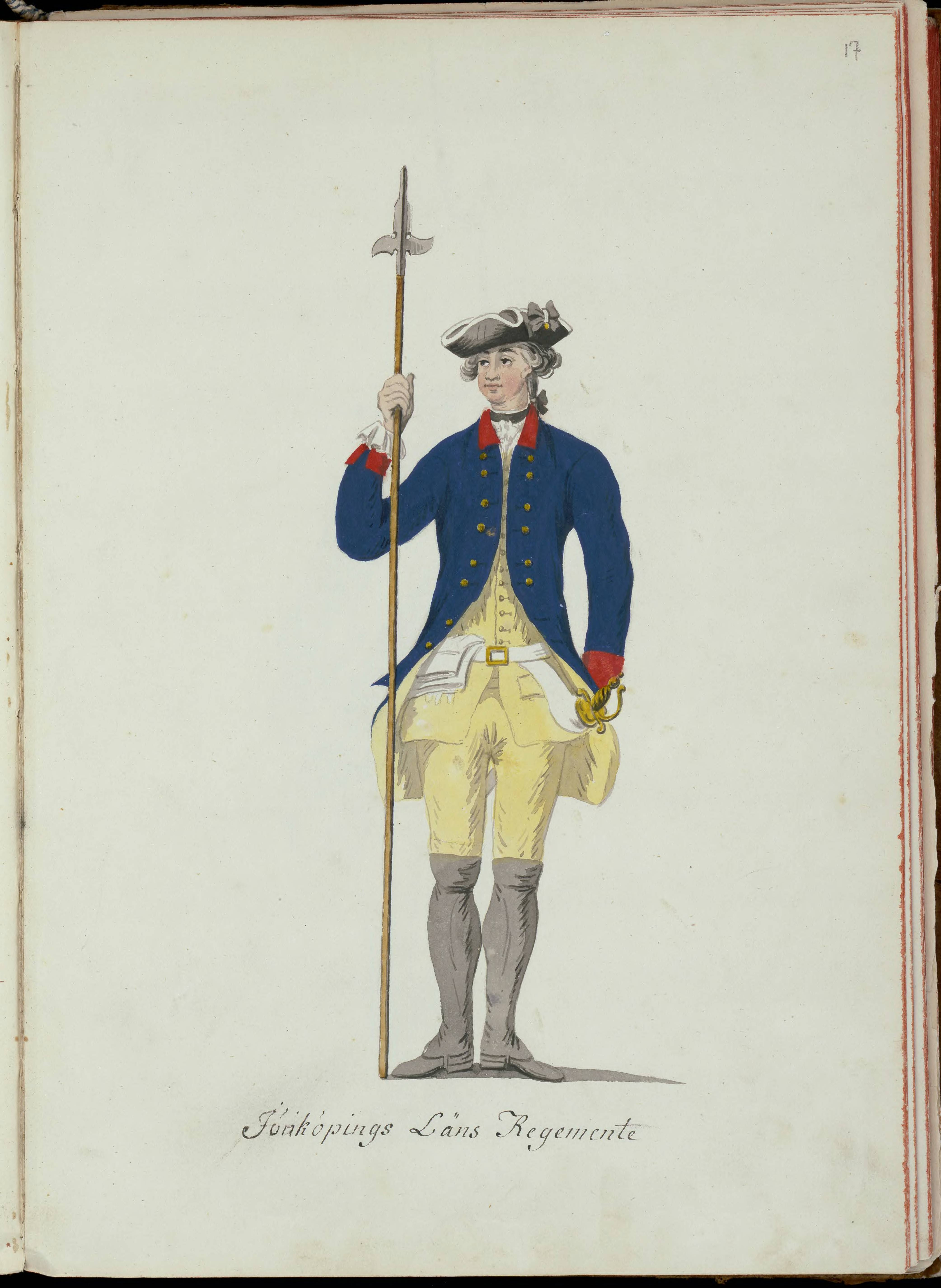
Uniform m/1765
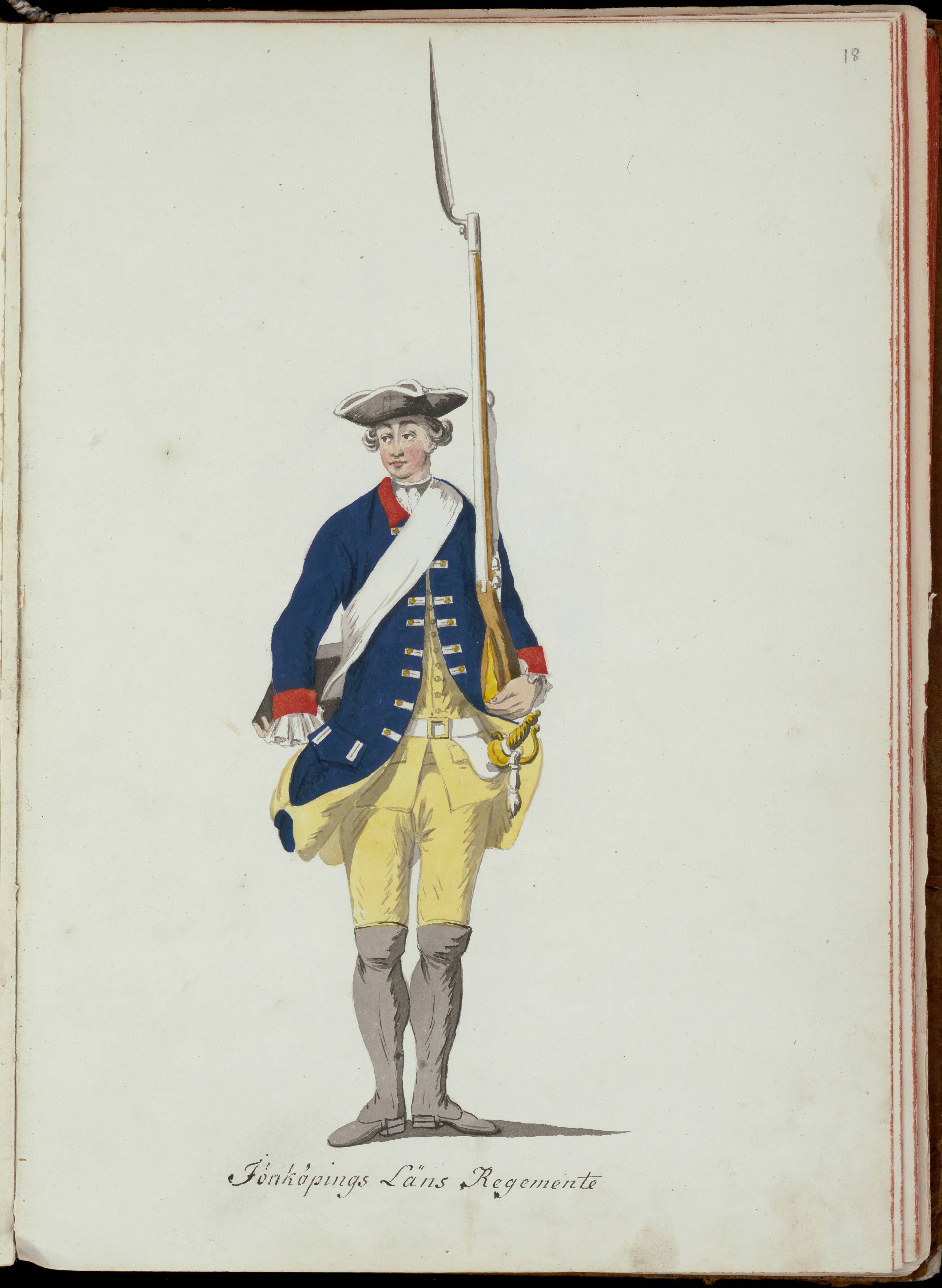
Uniform m/1765
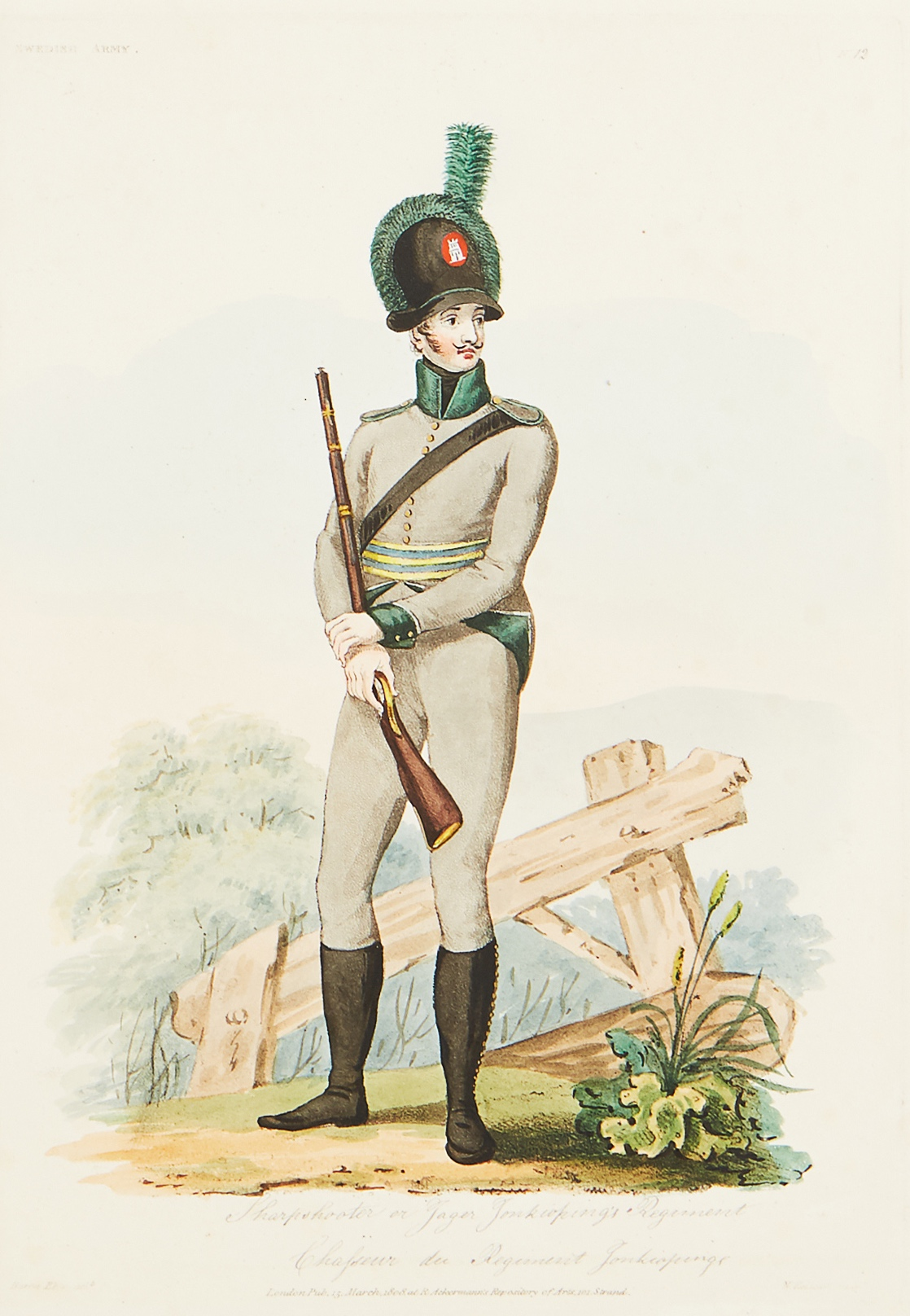
Regementets uniform m/1807
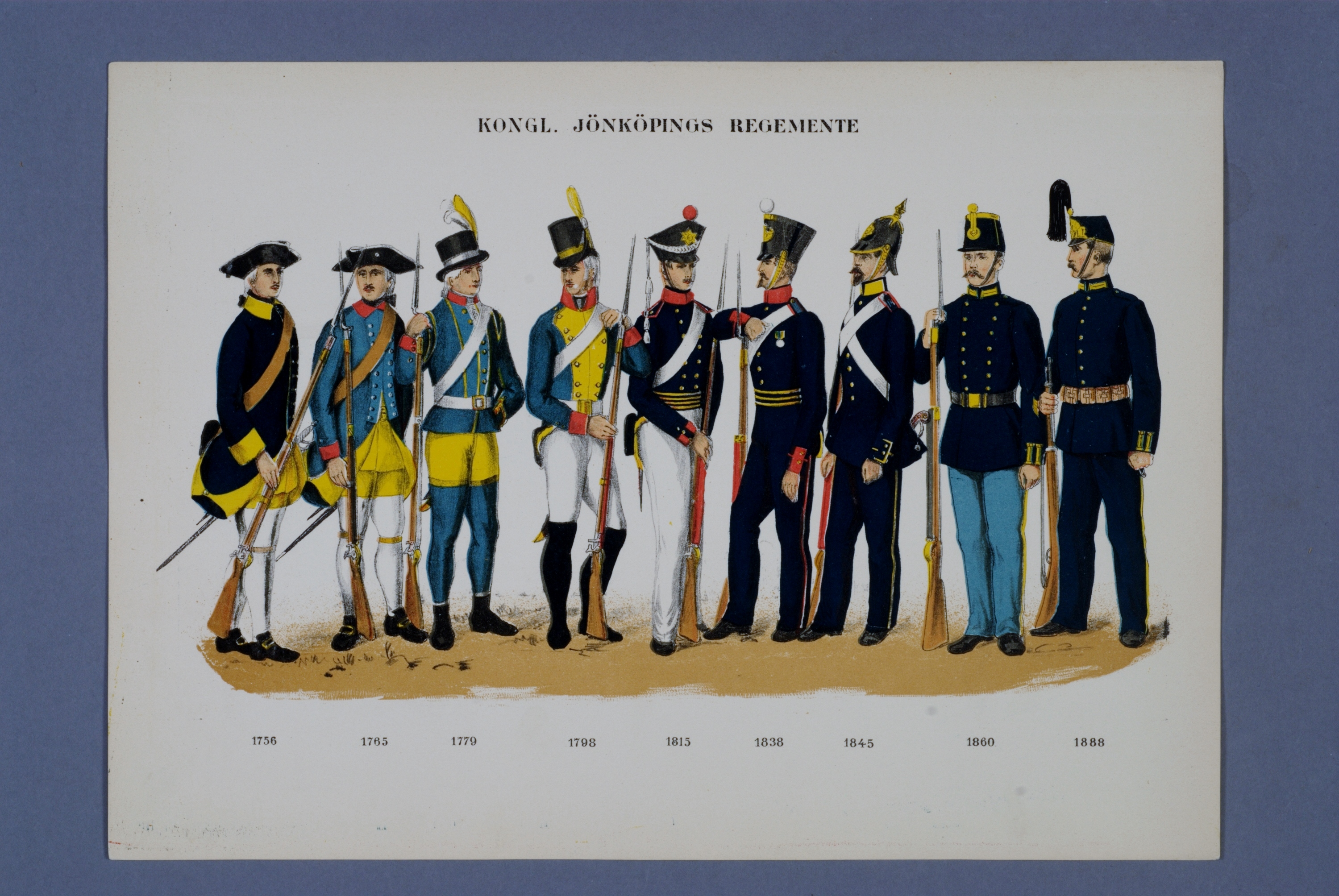
Regementets uniformer åren 1756-1888.